# Фосфид нептуния(IV)
Фосфид нептуния(IV) — бинарное неорганическое соединение
нептуния и фосфора
с формулой Np3P4,
чёрные кристаллы,
не растворяется в воде.

## Получение
- Сплавление стехиометрических количеств чистых веществ:

{\displaystyle {\mathsf {3Np+4P\ {\xrightarrow {750^{o}C}}\ Np_{3}P_{4}}}}

## Физические свойства
Фосфид нептуния(IV) образует чёрные кристаллы
кубической сингонии,
пространственная группа I 43d.
Не растворяется в воде.